# Emmanuele De Gregorio
Emmanuele De Gregorio (Mar Mediterraneo, 18 dicembre 1758 – Roma, 7 novembre 1839) è stato un cardinale e vescovo cattolico italiano.

## Biografia
Nacque su una nave in mare aperto, nel Mediterraneo, da una famiglia italiana, il 18 dicembre 1758, figlio di Leopoldo De Gregorio e Maria Josefa Verdugo y Quijada.
Fu l'ultimo archimandrita del Santissimo Salvatore, col nome di Emanuele II, in cattedra dal 1807 alla morte.
Dal 1807 al 1812 fu barone della Terra di Savoca.
Papa Pio VII lo elevò al rango di cardinale nel concistoro dell'8 marzo 1816.
Morì il 7 novembre 1839 a Roma all'età di 80 anni.

## Genealogia episcopale e successione apostolica
La genealogia episcopale è:
- Cardinale Scipione Rebiba
- Cardinale Giulio Antonio Santori
- Cardinale Girolamo Bernerio, O.P.
- Arcivescovo Galeazzo Sanvitale
- Cardinale Ludovico Ludovisi
- Cardinale Luigi Caetani
- Cardinale Ulderico Carpegna
- Cardinale Paluzzo Paluzzi Altieri degli Albertoni
- Papa Benedetto XIII
- Papa Benedetto XIV
- Papa Clemente XIII
- Cardinale Marcantonio Colonna
- Cardinale Giacinto Sigismondo Gerdil, B.
- Cardinale Giulio Maria della Somaglia
- Cardinale Emmanuele De Gregorio

La successione apostolica è:
- Arcivescovo Pietro Antonio Nostrano (1830)
- Vescovo Alessandro Bernetti (1831)
- Vescovo Antonio Perchiacca (1832)
- Vescovo Giulio de Tommasi (1832)
- Vescovo Francesco Antonio Visocchi (1832)
- Vescovo Leonardo Todisco Grande (1834)
- Vescovo Giuseppe Trama (1834)
- Vescovo Tommaso Bellacosa (1834)
- Vescovo Agnello Giuseppe d'Auria Loffredo (1834)
- Vescovo Pier Grisologo Basetti (1834)
- Vescovo Michele Barone (1835)
- Arcivescovo Raffaele Blundo (1835)
- Vescovo Bruno Maria Tedeschi (1835)
- Vescovo Vincenzo Bufi Bocci (1838)
- Cardinale Ferdinando Maria Pignatelli, C.R. (1839)
- Arcivescovo Nicola Giuseppe Ugo (1839)
- Vescovo Niccola Golia (1839)
- Arcivescovo Felice Regano (1839)